# Mark Twain
Samuel Langhorne Clemens (được biết đến với bút hiệu Mark Twain; 30 tháng 11 năm 1835 – 21 tháng 4 năm 1910) là một nhà văn khôi hài, tiểu thuyết gia và là nhà diễn thuyết nổi tiếng của Mỹ. Ông sinh ra vào chính ngày sao chổi Halley xuất hiện năm 1835 và mất đúng vào lần sao chổi xuất hiện lần sau, năm 1910.

## Cuộc đời của Mark Twain
Mark Twain là nhà văn khôi hài bậc nhất của Hoa Kỳ, là tiểu thuyết gia rất sáng tạo và hấp dẫn do nơi sinh của ông thuộc về miền đất được coi là trái tim của Hoa Kỳ, gần vùng biên giới và ngay tại bờ sông Mississippi và con sông lớn này đã nối hai miền bắc và nam.
Mark Twain có tên thật là Samuel Langhorne Clemens, chào đời vào ngày 30 tháng 11 năm 1835 tại Florida, thuộc tiểu bang Missouri, và là đứa con thứ 6 trong 7 người con. Cha của Sam là ông John Marshall Clemens là một luật sư, đã rời khỏi tiểu bang Virginia để sang định cư tại Missouri, còn bà mẹ Jane Lampton Clemens là người từ tiểu bang Kentucky. Cha mẹ ông gặp nhau khi cha ông dời đến sống ở Missouri và họ cưới nhau vào năm 1823. Đây là một gia đình không giàu có nhưng cho các con được sống tự do, thoải mái. Vào thời kỳ đó, cả hai tiểu bang Missouri và Kentucky đều là tiểu bang duy trì chế độ nô lệ. Năm 1821, Missouri được nhận vào Liên bang Hoa Kỳ.
Khi lên 4 tuổi tức là vào năm 1839, gia đình của Sam Clemens dọn về Hannibal, Missouri, một thị trấn cảng nằm về phía tây trên bờ sông Mississippi. Hannibal cách thành phố lớn Saint Louis 120 dặm về phía bắc. Dân số của thị xã này vào khoảng 1.000 người, một nửa là nô lệ và những người da đen nào không có đủ giấy tờ đều bị bắt. Nhiều người nô lệ da đen bị bán cho các đồn điền thuộc phía Nam trong các tiểu bang như Louisiana, Georgia… Sam Clemens trải qua tuổi trẻ tại thị xã Hannibal, đã từng bơi lội trên sông, chơi đùa trong các cánh rừng hay trên các hòn đảo của dòng sông và đọc các cuốn truyện phiêu lưu mạo hiểm.
Mississippi là một dòng sông rất lớn, nối miền bắc với các thành phố phía nam như Memphis và New Orleans, và do con sông Ohio hội nhập lại, người dân có thể đi tới Cincinnati và các thành phố khác thuộc miền đông. Từ các phong cảnh, kinh nghiệm và kỷ niệm với dòng sông này, tác giả Mark Twain đã viết ra nhiều tác phẩm danh tiếng.
Năm 1847, người cha qua đời khi ông 11 tuổi, Sam Clemens tới học nghề với người anh tên là Orion, người này có một nhà in và một tờ báo. Vào thời bấy giờ, thợ in không phải là một nghề kiếm nhiều tiền, Sam đã từng đi làm công tại nhiều thành phố như Keokuk hay New York, đã mơ tới xứ Nam Mỹ để đi tìm vàng, mơ tới các cách làm giàu nhanh chóng.
Sam Clemens tới học nghề lái tàu với ông Horace Bixby vào năm 1857 và đã ưa thích nghề mới này hơn tất cả các nghề khác đã từng làm trước kia. Vào thời kỳ đó, thuyền trưởng lái tàu trên sông là một người đứng sau bánh lái và nhiều phong cảnh đẹp của dòng sông đã hiện ra trước mắt, thời gian khác nhau trong ngày lại có các cảnh trí khác nhau, với các khúc sông quanh co chứa nhiều phong cảnh thay đổi từ mùa này sang mùa khác. Các kinh nghiệm và kỷ niệm của quãng đời học nghề lái tàu này đã được tác giả Mark Twain mô tả trong cuốn truyện Đời sống trên dòng sông Mississippi (Life on the Mississippi). Sam Clemens lấy được bằng lái tàu trên sông vào năm 1859 nhưng rồi Nội chiến Hoa Kỳ đã xảy ra, khiến cho việc lưu thông trên sông Mississippi bị chấm dứt.

## Các cuộc du hành
Trong thời Nội chiến, Sam Clemens đã tham gia vào Lực lượng Quân sự Miền Nam nhưng sau ba tuần lễ, đã đào ngũ, trốn đi theo nghề đào mỏ bạc tại tiểu bang Nebraska, rồi lang thang từ thị xã này qua thành phố kia và cuối cùng tới tiểu bang Nebraska, định cư tại thị xã Virginia City. Sam Clemens bắt đầu viết bài cho tờ báo Territorial Enterprise của thị xã này.
Vào năm 1863, Sam Clemens dùng bút hiệu "Mark Twain", có nghĩa là "sâu 2 tầm", do từ các kỷ niệm lái tàu trên dòng sông Mississippi. Sau lần cãi nhau với chủ bút tờ báo, Mark Twain rời Nebraska và dọn qua tiểu bang California vào mùa xuân năm 1864. Từ năm 1865, danh tiếng đã tới với Mark Twain sau khi ông cho xuất bản cuốn truyện "Con ếch hay nhảy của quận hạt Calaveras" (the Jumping Frog of Calaveras County). Khi công ty Tàu Thủy Thái Bình Dương (the Pacific Steamboat Company) khánh thành tuyến đường thủy giữa thành phố San Francisco và các hải đảo Hawaii, thời bấy giờ còn được gọi là các đảo Sandwich (the Sandwich Islands), Mark Twain được tờ báo The Sacramento Union phái đi làm phóng sự. Mark Twain đã viết một loại bài châm chọc các du khách. Mark Twain đã đưa lối văn đàm thoại (colloquial speech) vào cách hành văn Mỹ và nhờ các truyện ngắn, ông đã nổi danh là một nhà viết văn khôi hài (humorist), chuyên chế giễu các phong tục, tập quán và các định chế của xã hội đương thời và ông được xếp hạng cùng với các nhà văn như Bret Harte, Artemus Ward và Petroleum V. Nasby. Đây là các nhà văn rất nổi tiếng về các câu chuyện dân gian, viết bằng giọng văn có chứa đựng các thổ ngữ và nhiều chi tiết hài hước.
Năm 1867, Mark Twain thực hiện một chuyến du lịch qua châu Âu và miền Đất Thánh Palestine bằng con tàu thủy Quaker City. Các bức thư kể về chuyến du lịch này, gửi cho tờ báo Alta California tại thành phố San Francisco và tờ báo New York Tribune tại thành phố New York, được gom lại và xuất bản vào năm 1869 thành cuốn truyện Các kẻ ngây thơ ở nước ngoài (The Innocents Abroad). Qua cuốn này, Mark Twain đã chế giễu sự điên khùng của nhiều du khách Mỹ đã phải băng qua đại dương để đi coi các ngôi mộ của những người đã chết trong khi còn rất nhiều thứ đang sống, đáng coi hơn tại Hoa Kỳ. Tác giả Mark Twain cũng viết khôi hài về các cảnh nhìn thấy, về các tập quán nghịch lý của các quốc gia đã đi qua và so sánh Hoa Kỳ là một đất nước sống động, đang phát triển, trái ngược với châu Âu là một miền đất đang thoái hóa, suy tàn. Tác phẩm của ông đã khiến ông nổi tiếng và được nhiều người tôn trọng, đồng thời các nhà văn miền Tây Hoa Kỳ không còn bị coi thường như trước kia.

## Kết hôn
Do là một nhà văn nổi tiếng, Mark Twain kết hôn vào năm 1870 với cô Olivia Langdon, thuộc một gia đình giàu có và danh giá. Các kỷ niệm và cách tán tỉnh người đẹp của thời kỳ này được lưu dấu trong các bức thư mà Mark Twain viết cho Olivia và cho các bạn của cô nàng, rồi về sau thể hiện qua lối ve vãn của Tom đối với Becky trong tác phẩm Tom Sawyer. Sau đám cưới 5 năm, Mark Twain rời gia đình về thành phố Elmira, thuộc tiểu bang New York, rồi dọn sang cư ngụ tại thành phố Hartford thuộc tiểu bang Connecticut vào năm 1871. Tại nơi sau này đã ra đời các người con của Mark Twain: con trai Langdon chết non vào năm 1872 do bệnh bạch hầu lúc 19 tháng tuổi, sau đó là ba cô con gái Susy, Clara và Jean, chào đời trong các năm từ 1872 tới 1880. Vào năm 1874, gia đình Mark Twain dọn về một căn nhà sang trọng 19 phòng tại Hartford.
Tại thành phố Hartford, Mark Twain đã làm quen được một số nhân vật trong giới văn học, trong số này có William Dean Howells là một tác giả danh tiếng và chủ nhiệm của tờ nguyệt san "The Atlantic Monthly". Howells đã sớm nhận ra tài năng hài hước của Mark Twain, ông đã khuyến khích nhà văn trẻ phát triển biệt tài đó bằng cách cố vấn và trợ giúp cho tờ nguyệt san Atlantic.

## Khó khăn về tài chính
Vào thập niên 1880, Mark Twain đã thành lập và điều hành một công ty xuất bản cho riêng mình cũng như tìm cách đầu tư vào vài phạm vi thương mại khác, đặc biệt là việc chế tạo máy in do người phát minh tên là Paige. Trong các năm từ 1881 tới 1894, Mark Twain đã lỗ vốn gần 200,000 USD đầu tư vào thứ máy in kể trên, vì các thay đổi về kiểu mẫu, đặc tính đã đưa tới thất bại. Tháng 4 năm 1894, công ty ấn loát của Mark Twain phải tuyên bố phá sản rồi từ tháng 1 năm 1895, nhà văn bị ô danh vì không trả được nợ. Nhưng nhà văn đã tìm cách phục hồi tài sản bằng cách đi diễn thuyết, có khi thu được 1,000 USD mỗi lần và ông đã từng thực hiện nhiều chuyến đi được quảng cáo rầm rộ, tới cả các thành phố xa xôi thuộc Ấn Độ, Nam Mỹ và châu Úc. Mark Twain kết bạn với các nhân vật danh tiếng, giàu có như Andrew Carnegie, William Rockfeller và được trao tặng các văn bằng danh dự tại Đại học Yale vào năm 1901, Đại học Missouri vào năm 1902 và Đại học Oxford vào năm 1907. Tác giả Mark Twain là một nhân vật quốc tế, thường mặc bộ âu phục màu trắng mang vẻ phô trương, hút thuốc xì gà, với các bài nói chuyện hàm chứa nhiều chỉ trích xã hội một cách cay đắng và các bài văn này về sau được phổ biến qua các tác phẩm Người ngồi trong bóng tối (The Person sitting in the Darkness, 1901) và Độc thoại của vua Leopold" (King Leopold 's Soliloquy, 1905).
Sau khi đã phục hồi được các vấn đề tài chính vào năm 1898, Mark Twain lại gặp các thảm cảnh trong đời sống gia đình. Người con gái lớn nhất Susy qua đời vào năm 1896 vì bệnh đau màng óc trong khi cha mẹ và em Clara đang ở nước ngoài. Năm 1903, Mark Twain bán đi ngôi nhà thân thương tại Hartford vì những kỷ niệm về Susy. Tới ngày 5 tháng 6 năm 1904, bà vợ Olivia cũng lìa đời vì bệnh tim rồi người con gái út tên là Jean, trước kia mắc bệnh kinh phong, cũng chết vào ngày 24 tháng 12 năm 1909.
Mặc dù các khó khăn tài chính và thảm cảnh gia đình trong các năm cuối đời, Mark Twain vẫn thu xếp để viết văn. Các tác phẩm cuối đời của ông gồm Người Mỹ đòi quyền lợi (The American Claimant, 1892) viết về một nhân vật không thực tế là đại tá Mulberry Sellers. Cuốn tiểu thuyết này được căn cứ vào vở kịch không thành công mà tác giả đã soạn ra cùng với nhà phê bình William Dean Howells vào năm 1883. Một tiểu thuyết trinh thám khác có tên là Bi kịch của Pudd'nhead Wilson (The Tragedy of Pudd'nhead Wilson, 1894) bàn tới thành kiến chủng tộc (racial prejudice), một vấn đề quan trọng của xã hội Mỹ. Nhớ về Joan of Arc (Personal Recollections of Joan of Arc, 1896) là một cuốn tiểu sử (biography) dựa vào các tài liệu lịch sử. Mark Twain cũng kể lại những kinh nghiệm trong các chuyến đi diễn thuyết tại nước ngoài vào năm 1895, 1896 qua cuốn tiểu thuyết Theo đường xích đạo (Following the Equator, 1897) trong khi cuốn truyện ngắn Kẻ tham nhũng tại Hadleburg (The Man that Corrupted Hadleburg, 1899) đã chế giễu các nhà lãnh đạo tự phụ của một thành phố. Các tác phẩm của Mark Twain càng về sau, càng mất dần tính khôi hài của thời tuổi trẻ và bộc lộ cách nhìn bi quan hơn do tác giả nghi ngờ các loại tôn giáo, do tác giả nhận ra các động lực chính của con người là lòng ích kỷ.

## Qua đời
Đại văn hào Mark Twain qua đời vì bệnh tim vào ngày 21 tháng 4 năm 1910, để lại nhiều bản thảo kể cả một cuốn tự thuật lớn và dở dang. Bản thảo của một tác phẩm bi quan xuất bản vào năm 1916 có tên là Người xa lạ bí mật (The Mysterious Stranger) đã mô tả cuộc viếng thăm của quỷ Sa Tăng tới một ngôi làng thuộc nước Áo vào thời Trung Cổ.
Dù cho thất vọng trước cuộc đời, Đại văn hào Mark Twain vẫn nổi danh là một nhà văn khôi hài bởi vì ông đã nhìn thấy trong các hình ảnh rực rỡ và lãng mạn của xã hội, các tập quán và định chế giả hiệu, có gian ý, và ông đã dùng cách diễn tả quá đáng một cách hữu hiệu để công kích các thói đạo đức giả, các thái độ tự mãn của người đời, các bất công của xã hội. Ngoài các tác phẩm đặc sắc, một trong các đóng góp lớn lao của Đại văn hào Mark Twain là cách hành văn đặc biệt Mỹ, khác hẳn lối viết văn của các tác giả người Anh. Mark Twain là một trong các nhà văn Mỹ hạng nhất, một bậc thầy về ngôn ngữ theo hình thức tiêu chuẩn, chứa đựng thứ tiếng địa phương của miền Tây Hoa Kỳ. Thể văn buông lỏng (loose rhythm of the language) trong các tác phẩm của Mark Twain đã cho người đọc cảm giác về lời nói thực sự (real speech) và lối hành văn hiện thực này đã ảnh hưởng tới nhiều nhà văn Mỹ khác, khiến cho Đại văn hào Ernest Hemingway đã có lần xác nhận rằng: "Toàn bộ nền văn học hiện đại của Hoa Kỳ bắt nguồn từ một cuốn tiểu thuyết có tên là Huckleberry Finn. Không gì có thể sánh bằng nó cả trước lẫn sau nó".

## Sự nghiệp sáng tác
Mark Twain là một nhà văn trào phúng nổi tiếng của Mỹ. Những tác phẩm của ông, với tính chất châm biếm sâu sắc, với những nét miêu tả tâm lý xã hội cực kỳ khéo léo, đã trở thành những vũ khí sắc bén đấu tranh chống sự áp bức thống trị của bọn cầm quyền phong kiến tư bản, nhất là chống cái chính sách dã man phân biệt chủng tộc đối với người da đen ở Mỹ.
Con đường đến với văn học của Twain đến nay vẫn không khỏi khiến người ta ngạc nhiên, khởi đầu bằng một tác phẩm hài hước có tựa đề Con ếch nhảy trứ danh ở Calaveras (The Celebrated Jumping Frog of Calaveras County). Dù ngày nay đọc lại, tác phẩm đó không thể kiếm nổi của độc giả một nụ cười nhưng lúc bây giờ, Con ếch nhảy trứ danh ở Calaveras đã giúp ông trở nên nổi tiếng chỉ sau một đêm. Tiếp đó là những chuyến ngao du khắp đất nước với những buổi nói chuyện trước những cử tọa chật kín, ông đã khiến khán giả cười vỡ bụng bằng khiếu nói chuyện hài hước và thông minh của mình.
Mark Twain đã đưa lối văn đàm thoại vào cách hành văn Mỹ và nhờ các truyện ngắn, ông đã nổi danh là một nhà viết văn khôi hài, chuyên chế giễu các phong tục, tập quán và các định chế của xã hội đương thời.
Trong 20 năm trường sống tại thành phố Hartford hay tại Quarry Farm gần thành phố Elmira, New York, Mark Twain đã viết rất nhiều và các bài viết được phổ biến qua các tạp chí văn học xuất bản tại hai thành phố Boston và New York.
Sau cuốn Sống thiếu thốn (Roughing It) kể về cuộc đời của một thợ mỏ và một nhà báo, cuốn tiểu thuyết đầu tiên của Mark Twain là Thời kỳ vàng son (The Gilded Age, 1873). Tác giả đã viết cuốn này chung với Charles Dudley Warner, một người bạn và một nhà văn sống tại Hartford. Cuốn Thời kỳ vàng son nói về các thập niên sau cuộc Nội chiến, qua đó, tác giả châm chọc tính ích kỷ và các cách kiếm tiền phổ thông của thời bấy giờ.
Những cuộc phiêu lưu của Tom Sawyer (The Adventures of Tom Sawyer, 1876) được coi là hồi ký của Mark Twain và tác giả mô tả Tom Sawyer, anh bạn Huck Finn và tên gian ác Injun Joe cũng như làng St. Petersburg nhờ các kỷ niệm sống tại Hannibal khi trước.
Đi nước ngoài (A Tramp Abroad, 1880) được viết ra từ chuyến du lịch châu Âu của tác giả vào năm 1878. Cuốn truyện này kể lại các chuyến đi qua Đức, Thụy Sĩ và Ý và qua đó, tác giả đã pha trộn các truyền thuyết, chuyện kể, chuyện khôi hài và các nhân vật địa phương để chế giễu nhẹ nhàng các sách du lịch và nền văn hóa tại châu Âu.
Hoàng tử và kẻ nghèo (The Prince and the Pauper, 1882) dùng khung cảnh nước Anh vào năm 1550, mô tả sự trao đổi nhân dạng giữa Hoàng tử Edward VI của Anh và đứa trẻ nghèo hèn tên là Tom Canty. Cuốn truyện này đã làm vừa lòng một số độc giả thuộc vùng Tân Anh Cát Lợi nhưng một số người khác lại bất mãn vì họ ưa thích loại truyện đã xuất bản trước kia.
Đời sống trên dòng sông Mississippi (Life on the Mississippi, 1883) mô tả về lịch sử, truyền thuyết, khung cảnh, con người của các con tàu thủy, của các thành phố dọc theo sông Mississippi. Tác giả Mark Twain đã kể rõ về những ngày lái tàu của mình khi trước từ chương 4 tới chương 17. Các chương này trước kia đã được phổ biến trên tờ nguyệt san Atlantic vào năm 1875 qua loạt bài Thời xưa trên dòng sông Mississippi (Old Times on the Mississippi).
Các cuộc phiêu lưu của Huckleberry Finn (The Adventures of Huckleberry Finn) được coi là tác phẩm danh tiếng nhất của Mark Twain, được xuất bản tại Anh vào năm 1884 và Hoa Kỳ vào năm 1885, và là phần tiếp của cuốn Tom Sawyer. Cuốn truyện này mô tả các cuộc phiêu lưu của hai đứa trẻ trốn nhà, là Huck Finn và một em nô lệ da đen tên là Jim. Tom Sawyer cũng xuất hiện lại trong một số chương với trò khôi hài cố hữu. Trong truyện, Mark Twain đã dùng thứ ngôn ngữ hiện thực (realistic language) thêm vào là nhiều loại thổ ngữ (dialects) làm cho sống động các nhân vật. Các lối hành xử thiếu đạo đức, lời nói vô hạnh nhất thời của nhân vật Huck Finn và cách dùng văn phạm thiếu thận trọng của tác giả trong tác phẩm, đã làm cho một số độc giả bất mãn. Thư viện công lập Free Public Library đã cấm cuốn truyện này vào năm 1885. Ngoài ra, một số độc giả còn phản đối Mark Twain vì cho rằng ông đã chấp nhận chế độ nô lệ, lời văn mang tính kỳ thị và đã dùng chữ "nigger" (kẻ nô lệ dơ bẩn). Thực ra đối với thời bấy giờ, Mark Twain là một người tiến bộ về vấn đề chủng tộc và các chủ đề sâu xa viết về Huckleberry Finn đã bàn tới sự bình đẳng căn bản và khát vọng toàn cầu của mọi người thuộc mọi chủng tộc.
Cuối cùng, tác phẩm Người Mỹ trong triều đình của vua Arthur (A Connecticut Yankee in King Arthur's Court, 1889) đã trình bày một nhân vật khác nhiều màu sắc. Đây là người đốc công trong xưởng kim loại từ Hartford, Connecticut, tên là Hank Morgan. Nhờ quỷ thuật, Morgan thấy mình được sống tại nước Anh vào khoảng năm 500, nên đã quyết định cải tổ xã hội Anh bằng cách đưa vào đó các lợi ích về kinh tế, tri thức và đạo đức của thập niên 1800. Nhưng trước các cải cách và hoạt động từ thiện, đám đông quần chúng ngu dốt, cố vấn do giới Hiệp sĩ và Tu sĩ mê tín, đã nổi lên lật đổ Nhà vua nước Anh. Qua các sự kiện xảy ra trong truyện, tác giả đã gián tiếp chế nhạo các thái độ tôn kính của một số tác giả đối với các Hiệp sĩ bàn tròn, đồng thời Mark Twain cũng đưa ra một số câu hỏi về giá trị của nền văn hóa đương thời tại Hoa Kỳ.

## Đánh giá về Mark Twain
Với những tiểu thuyết đặc sắc và những nhân vật sống động cống hiến cho nền văn học Mỹ, Mark Twain xứng đáng là vì tinh tú đầu tiên của nền văn học hiện đại nước này. Mark Twain tên thật là Samuel Langhorne Clemens. Ông sinh năm 1835 và mất năm 1910. Điều kỳ lạ là vào năm nhà văn ra đời, sao chổi Halley rực sáng trên bầu trời Florida và khi ông mất, năm 1910, sao chổi Halley lại một lần nữa vẫy cái đuôi sáng lòa của mình trên nền trời xanh thẳm. Như một ngôi sao với thứ ánh sáng rực rỡ quệt ngang qua bầu trời, Mark Twain đến nay vẫn được coi là ngôi sao sáng nhất trong giới những người cầm bút trên văn đàn Mỹ. Trong cuốn tiểu sử mới nhất có tựa đề Mark Twain: A life (Mark Twain: một cuộc đời), tác giả Ron Powers viết: "Mark Twain đã làm thay đổi cách nghe nhìn của người Mỹ, ông chính là một Lincoln trong văn học". Ông đã trả lại cho nước Mỹ ngôn ngữ và giọng điệu của con người bản xứ nước này, không phải bằng lối giễu nhại hay châm biếm mà bằng thứ văn học tinh tế và đầy chất hài hước. Bố mẹ Clemens là cư dân bang Virginia nhưng ông được sinh ra tại Florida, trong một gia cảnh khá chật vật, túng thiếu. Năm 1839, gia đình ông chuyển đến sống tại Hannibal, thành phố nhỏ nằm cạnh sông Mississippi. Cha mất sớm, nhà văn tương lai phải bỏ học và theo nghề lái tàu kiếm sống. Khi cuộc nội chiến bùng nổ, nhà văn bỏ tàu, bỏ sông nước trôi dạt theo cuộc sống phiêu lưu ở những dãy núi miền Tây nước Mỹ. Nhưng những ngày tháng lênh đênh trên tàu đã để lại cho ông những ấn tượng sâu sắc, trở thành nguồn cảm hứng để nhà văn viết nên những kiệt tác như Những cuộc phiêu lưu của Tom Sawyer (The Adventures of Tom Sawyer – 1876), Cuộc sống trên sông Mississippi (Life on the Mississippi – 1883) và Những cuộc phiêu lưu của Huckleberry Finn (The Adventures of Huckleberry Finn – 1884). Những mỏ vàng, mỏ bạc ở miền viễn Tây đã quyến rũ giấc mơ làm giàu của Clemens nhưng vận may không mỉm cười với ông. Nhà văn tương lai rách rưới và bụi bặm đến nỗi khi đến nộp đơn xin làm phóng viên ở một tòa soạn báo, Clemens trông giống một tên ma cà bông hơn là một người có khả năng cầm bút. Sau khi đã định hình được một phong cách báo chí cho riêng mình, cái tên cúng cơm Samuel Clemens được đổi thành Mark Twain. Bút danh này xưa nay vẫn gây tranh cãi trong giới học giả nghiên cứu về cuộc đời và sự nghiệp của nhà văn. Có hai giả thuyết chính. Giả thuyết thứ nhất cho rằng, Mark Twain có nghĩa là "mark two" – chỉ mực nước khoảng 2 sải (tương đương với 3,7m), một thuật ngữ mà những người dò sông biển thường dùng để báo tin cho nhau, chỉ đường đi an toàn. Giả thuyết thứ hai giải thích, bút danh này bắt nguồn từ những ngày lang bạt kỳ hồ ở miền Tây của nhà văn. Lúc đó, ông thường vào quán, gọi liền hai cút rượu và bảo người phục vụ đánh dấu "Mark twain" vào hóa đơn của mình. Nhưng trong một tài liệu, nhà văn viết: "Người thuyền trưởng già, dù chẳng giỏi giang và hay chữ gì nhiều nhưng ông thường sử dụng ký tự MARK TWAIN để thông tin về tình hình sông nước. Những thông tin này cực kỳ chính xác và có giá trị, nó có nghĩa là an toàn, không nguy hiểm...". Con đường đến với văn học của Twain đến nay vẫn không khỏi khiến người ta ngạc nhiên, khởi đầu bằng một tác phẩm hài hước có tựa đề Con ếch nhảy trứ danh ở Calaveras (The Celebrated Jumping Frog of Calaveras County). Dù ngày nay đọc lại, tác phẩm đó không thể kiếm nổi của độc giả một nụ cười nhưng lúc bây giờ, Con ếch nhảy trứ danh ở Calaveras đã giúp ông trở nên nổi tiếng chỉ sau một đêm. Tiếp đó là những chuyến ngao du khắp đất nước với những buổi nói chuyện trước những cử tọa chật kín, ông đã khiến khán giả cười vỡ bụng bằng khiếu nói chuyện hài hước và thông minh của mình.

## Tác phẩm
- Sống thiếu thốn (Roughing It)
- The Celebrated Jumping Frog of Calaveras County and Other Sketches (1867)
- Các kẻ ngây thơ ở nước ngoài (Innocents Abroad, 1869)
- Thời kỳ vàng son (The Gilded Age, 1873).
- Những cuộc phiêu lưu của Tom Sawyer (The Adventures of Tom Sawyer, 1876)
- Đi nước ngoài (A Tramp Abroad, 1880)
- Đời sống trên dòng sông Mississippi (Life on the Mississippi, 1883)
- Những cuộc phiêu lưu của Huckleberry Finn (The Adventures of Huckleberry Finn, 1884)
- Tên Yankee từ Connecticut trong triều đình vua Arthur (A Connecticut Yankee in King Arthur's Court, 1889)
- Người ngồi trong bóng tối (The Person sitting in the Darkness, 1901)
- Độc thoại của vua Leopold (King Leopold 's Soliloquy, 1905)
- Người Mỹ đòi quyền lợi (The American Claimant, 1892)
- Bi kịch của Pudd'nhead Wilson (The Tragedy of Pudd'nhead Wilson, 1894) b
- Theo đường xích đạo (Following the Equator, 1897)
- Kẻ tham nhũng tại Hadleburg (The Man that Corrupted Hadleburg, 1899)
- Người xa lạ bí mật (The Mysterious Stranger, 1916)
- Liên quan đến người Do Thái (Concerning the Jews.1934)